# Eurydactylodes
Eurydactylodes es un género de geckos de la familia Diplodactylidae. Es endémico de Nueva Caledonia.
Estos geckos son arbóreos y arbustivos y no se retiran a sus escondites, incluso durante el día. Habitan selvas tropicales húmedas y bosques de galería junto a los ríos. Las hembras ponen generalmente dos huevos de cáscara blanda, que son enterrados en sitios húmedos.

## Especies
Se reconocen las siguientes cuatro especies:
- Eurydactylodes agricolae  Henkel & Böhme, 2001.
- Eurydactylodes occidentalis Bauer, Jackman, Sadlier & Whitaker, 2009.
- Eurydactylodes symmetricus  (Andersson, 1908).
- Eurydactylodes vieillardi  (Bavay, 1869).